# Lacmellea utilis
Lacmellea utilis är en oleanderväxtart som först beskrevs av George Arnott Walker Arnott, och fick sitt nu gällande namn av Markgraf. Lacmellea utilis ingår i släktet Lacmellea och familjen oleanderväxter. Inga underarter finns listade i Catalogue of Life.